# Musique sacrée syriaque
La musique sacrée syriaque est une musique en langue syriaque telle qu’elle est utilisée dans la liturgie du christianisme syriaque. Historiquement, il est surtout connu et important pour le développement de la musique sacrée chrétienne depuis l'Antiquité.
Les églises syriaques ont un système musical basé sur d'anciens principes connus aujourd'hui sous le nom de maqam. Il existe huit maqams utilisés dans l'église, appelés kadmoyo (maqam bayati, maqam ussak), trayono (maqam huseini), tlithoyo (maqam segah, maqam). nahawand, maqam kurd), rbi'oyo (maqam rast), hmishoyo (maqam huzam), shtithoyo (maqam ajam), shbi'oyo (maqam saba) et tminoyo (maqam hijaz) (en ordre de un à huit). Les œuvres les plus prédominantes de la musique de l'Église syriaque ont été rassemblées dans une anthologie appelée Beth Gazo (Psaumes du Trésor de Maqams). Il existe également des psaumes musicaux autres que ce répertoire de 700 psaumes, parmi lesquels figurent les Fenqitho des églises syriaques orthodoxes et maronites, ainsi que le Khudra de l'Église d'Orient.

## Cantique syrienne
Aux considérations générales sur l'hymnologie et l'hymnologie, il convient d'ajouter certaines considérations relatives à la structure et à l'utilisation liturgique des hymnes (madrashe), à l'exclusion des homélies poétiques ou des discours (mimre), qui appartiennent à la classe narrative et épique, tandis que les hymnes sont lyriques.